# Келлер, Фриц
Фриц Келле́р (нем. Friedrich Keller, фр. Frédéric Keller, 21 августа 1913 — 8 июня 1985) — французский футболист, нападающий сборной Франции, участник чемпионата мира—1934.

## Карьера

### Клубная
Фриц Келлер начал играть в футбол в клубе «Страсбур». В той же команде форвард провёл и большую часть своей клубной карьеры. В составе «Страсбура» Келлер дебютировал в чемпионате Франции сезона 1934/35 и становился вице-чемпионом страны и финалистом национального кубка. Во время фашистской оккупации Франции выступал за СС СГ «Штрасбург» в гаулиге Эльзас, где и завершил карьеру в 1944 году.

### В сборной
Фриц Келлер дебютировал в сборной Франции 10 мая 1934 года в товарищеском матче со сборной Нидерландов. В том же матче нападающий забил свой первый гол за сборную
.
Келлер попал в заявку национальной сборной для участия в чемпионате мира—1934 и сыграл в матче против Австрии
.
В последний раз за сборную Келлер выступал 21 марта 1937 года в товарищеском матче со сборной Германии
. Всего нападающий провёл за национальную команду 8 матчей, в которых забил 3 гола.
| Матчи Келлера за сборную Франции | Матчи Келлера за сборную Франции | Матчи Келлера за сборную Франции | Матчи Келлера за сборную Франции | Матчи Келлера за сборную Франции | Матчи Келлера за сборную Франции | Матчи Келлера за сборную Франции |
| -------------------------------- | -------------------------------- | -------------------------------- | -------------------------------- | -------------------------------- | -------------------------------- | -------------------------------- |
| №                                | Дата                             | Оппонент                         | Счёт                             | Голы Альказара                   | Соревнование                     |                                  |
| 1                                | 10 мая 1934                      | Нидерланды                       | 5:4                              | 1                                | Товарищеский матч                |                                  |
| 2                                | 27 мая 1934                      | Австрия                          | 2:3                              | -                                | ЧМ—1934                          |                                  |
| 3                                | 16 декабря 1934                  | Югославия                        | 3:2                              | -                                | Товарищеский матч                |                                  |
| 4                                | 17 февраля 1935                  | Италия                           | 1:2                              | 1                                | Товарищеский матч                |                                  |
| 5                                | 19 мая 1935                      | Венгрия                          | 2:0                              | -                                | Товарищеский матч                |                                  |
| 6                                | 13 декабря 1936                  | Югославия                        | 1:0                              | 1                                | Товарищеский матч                |                                  |
| 7                                | 21 февраля 1937                  | Бельгия                          | 1:3                              | -                                | Товарищеский матч                |                                  |
| 8                                | 21 марта 1937                    | Германия                         | 0:4                              | -                                | Товарищеский матч                |                                  |

Итого: 8 матчей / 3 гола; 4 победы, 0 ничьих, 4 поражения.

## Семья
Младший брат Фрица Келлера — Курт также был профессиональным футболистом. Он в разное время выступал за «Страсбур», «Сошо», «Тулузу», «Олимпик» (Лион) и «Безье»
.

## Достижения
- Вице-чемпион Франции (1): 1934/35
- Финалист кубка Франции (1): 1936/37